# Satala

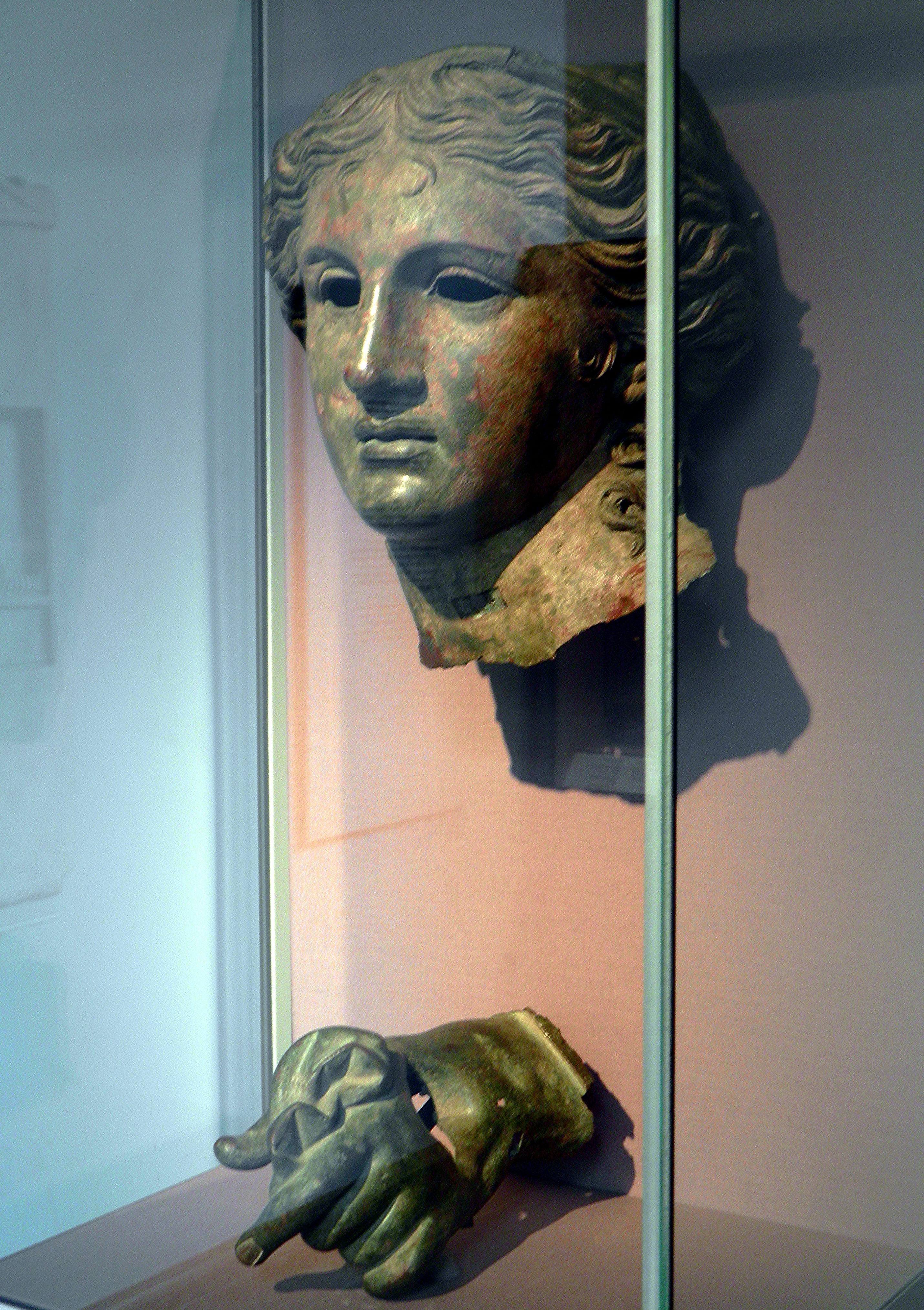
Cabeza y mano del Afrodita de Satala. Exhibición en el Museo Británico

Satala (en armenio antiguo: Սատաղ Satał) fue una ciudad de la región de Capadocia en la actual Turquía. De acuerdo con los geógrafos antiguos, estaba situada en un valle rodeado de montañas, un poco al norte del Éufrates, donde la carretera de Trapezus a Samosata cruzaba la frontera del Imperio romano. Más tarde se conectó con Nicópolis por dos carreteras. Satala es en la actualidad Sadak, un pueblo de 500 habitantes en la provincia de Gümüşhane, formando parte del distrito de Kelkit.
El lugar debió ser ocupado ya en la anexión de Armenia Menor por el emperador Vespasiano. Trajano lo visitó en 115 y recibió el homenaje de los príncipes de la región del Cáucaso y del Euxino. Fue él quien estableció allí la Legio XV Apollinaris y comenzó la construcción de la gran castra stativa (campamento permanente), que se iba a ocupar hasta el siglo V. La ciudad debió surgir en torno a este campamento. En la época de Ptolomeo era ya importante. En 530 los persas fueron derrotados ante sus murallas. Justiniano I construyó fortificaciones más poderosas, lo que no impidió que Satala fuese capturada en el 607-608 por los persas. Los restos del campamento todavía permanecen en la zona, con fragmentos de ladrillos. También se encuentran ruinas de un acueducto, un anfiteatro y restos de la ciudadela bizantina de Justiniano. Se han descubierto algunas inscripciones latinas y griegas, fruto de la presencia del cristianismo en la zona. Michel Le Quien en Oriens Christianus menciona siete obispos de la ciudad.